# Isère (flod)

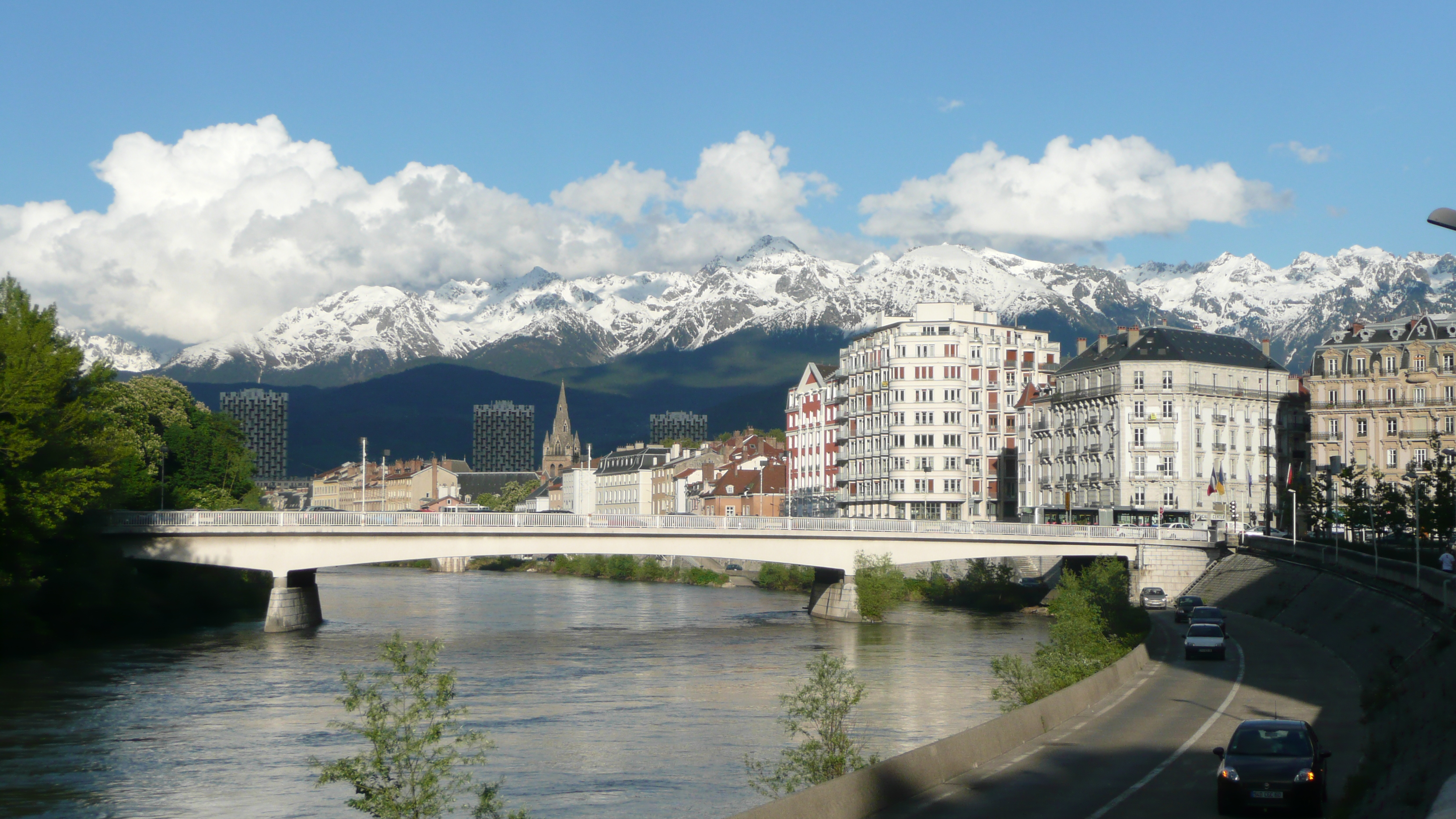
Floden Isère i Grenoble.

Isére är en biflod till Rhône, 290 kilometer lång, som upprinner nära italienska gränsen vid Col de l'Iseran, flyter mot väster genom landskapet Tarantaise och mynnar vid Valence.
De viktigaste bifloderna är Arc och Drac. Iséres floddal har för haft stor betydelse, i det att den leder till flera viktiga alppass.